# ARM Cortex-M

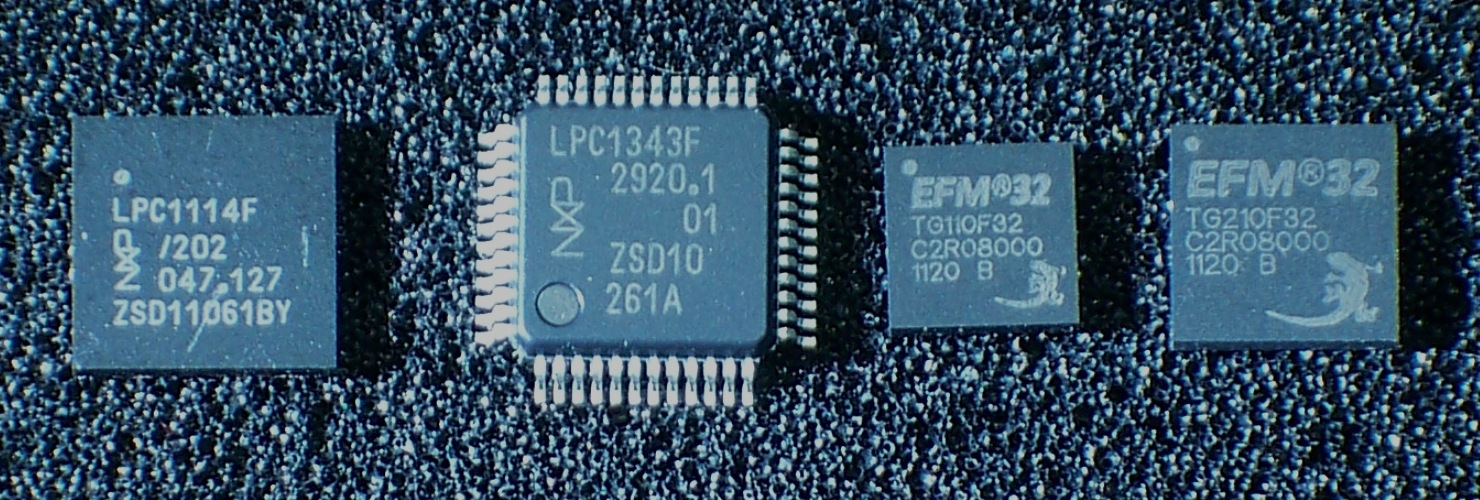
ARM Cortex-M0 és Cortex-M3 IC-k (gyártók: NXP, Energy Micro)

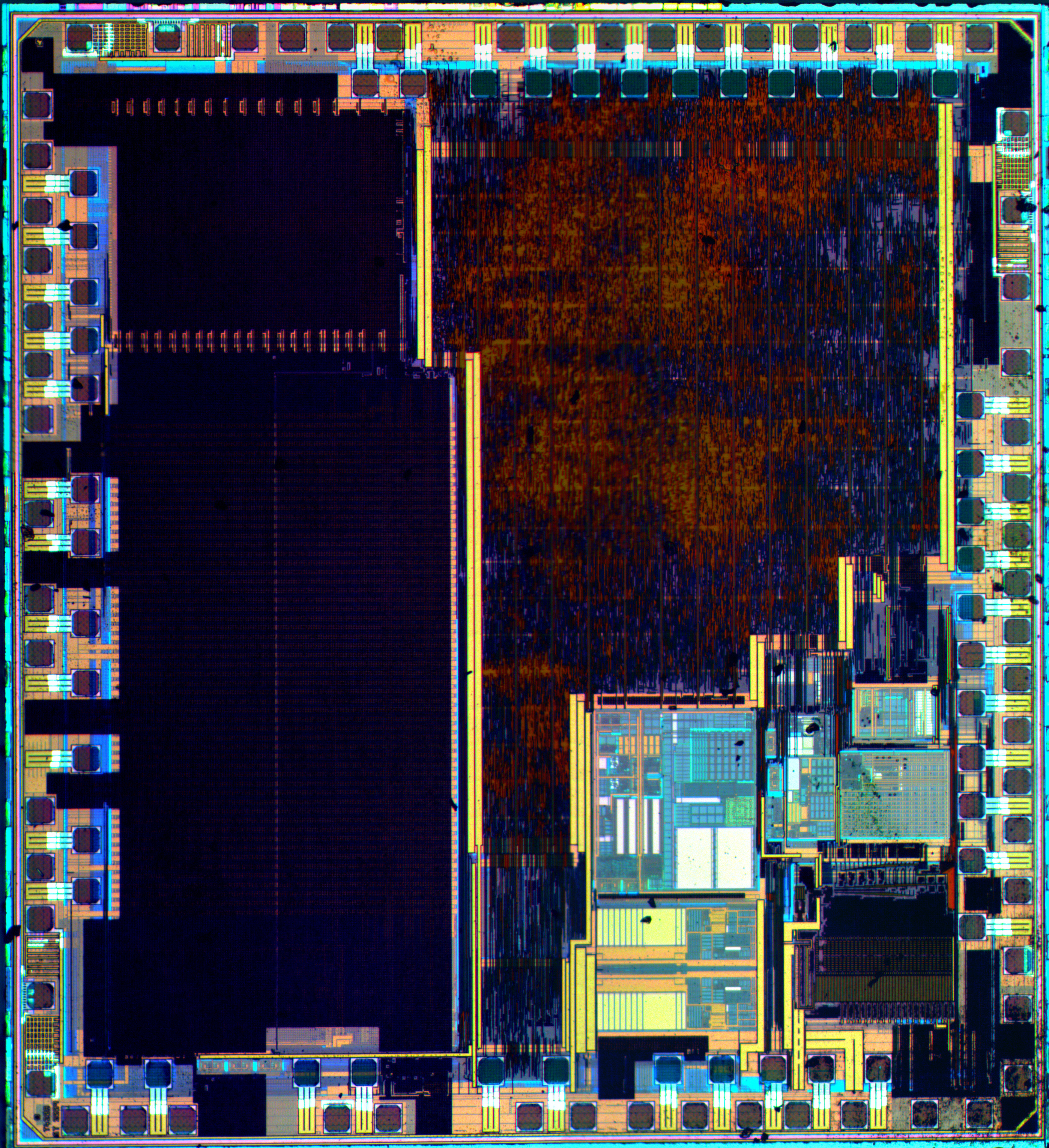
STM32F100C4T6B ARM Cortex-M3 mikrovezérlő lapka, 24 MHz-es CPU, 16 KiB flashmemóriával, motorvezérléssel és CEC funkciókkal, gyártója az STMicroelectronics.

Az ARM Cortex-M processzorcsalád egy 32 bites RISC típusú ARM mag architektúra, amelyet mikroprocesszorokban és mikrokontrollerekben való felhasználásra terveztek. Cortex-M0, M0+ és M1 változatai az ARMv6-M utasításkészletet, a Cortex-M3 és Cortex-M4 változatok pedig az ARMv7-M utasításkészlet-architektúrát implementálják. Ezt a családot az ARM Ltd. fejlesztette ki, az okostelefonokba és érintőképernyős tabletekhez fejlesztett Cortex-A családdal (ARMv7-A), valamint a valós idejű alkalmazásokat célzó Cortex-R (ARMv7-R, R mint „real time”) családdal párhuzamosan.
Az Arduino Due nyílt forrású fejlesztőkártya szintén ARM Cortex-M3 típusú processzorral van felszerelve.

## Fordítás
Ez a szócikk részben vagy egészben  az   ARM Cortex-M című francia Wikipédia-szócikk ezen változatának fordításán alapul.  Az eredeti cikk szerkesztőit annak laptörténete sorolja fel. Ez a jelzés csupán a megfogalmazás eredetét és a szerzői jogokat jelzi, nem szolgál a cikkben szereplő információk forrásmegjelöléseként.